# Thế kỷ 11 TCN
Thế kỷ 11 TCN bắt đầu vào ngày đầu tiên của năm 1100 TCN và kết thúc vào ngày cuối cùng của năm 1001 TCN.

## Sự kiện
1089 TCN : Melanthus , vị vua huyền thoại của Athens , qua đời sau 37 năm trị vì và được kế vị bởi con trai ông là Codrus .
1069 TCN : Ramses XI qua đời, kết thúc Vương triều thứ hai mươi . Ông được kế vị bởi Smendes I , người đã thành lập Vương triều 21 .
1068 TCN : Codrus , vị vua huyền thoại của Athens , chết trong trận chiến chống lại quân xâm lược Dorian sau 21 năm trị vì. Truyền thống Athen coi ông là vị vua cuối cùng nắm giữ quyền lực tuyệt đối. Các nhà sử học hiện đại coi ông là vị vua cuối cùng có câu chuyện cuộc đời là một phần của thần thoại Hy Lạp . Ông được kế vị bởi con trai của mình là Medon .
1064 TCN : Chu Văn vương chết sau 53 năm trị vì . 
1052 TCN : Chu Vũ vương mang quân diệt nhà Thương , Thương vương Đế Tân nhảy vào lộc đài tự thiêu .
1050 TCN : Người Philistines chiếm được Hòm Giao ước từ Israel trong trận chiến. (Gần một ngày nào đó)
1048 TCN : Medon, Vua của Athens , qua đời sau 20 năm trị vì và được kế vị bởi con trai của ông là Acastus .
1047 TCN : Chu Vũ vương chết sau 17 năm trị vì .
1044 TCN : Sau cái chết của Smendes I , vua của Ai Cập , ông được kế vị bởi hai người đồng nhiếp chính, Psusennes I và Neferkare Amenemnisu .
1040 TCN : David , Vua của Israel, được sinh ra.
1039 TCN : Neferkare Amenemnisu , vua của Ai Cập , qua đời.
1021 TCN : Chu công Đán chết .
1012 TCN : Acastus , Vua của Athens , qua đời sau 36 năm trị vì và được kế vị bởi con trai của ông là Archippus.
1010 TCN : Chu Thành vương chết sau 37 năm trị vì .
1004 TCN : Tề Thái công chết sau 49 năm trị vì .
Những năm 1000 trước Công nguyên: Bằng chứng lâu đời nhất về nông nghiệp ở vùng cao nguyên Kenya .
1000 TCN: Bảng chữ cái Phoenicia được phát minh.
1010 TCN : David kế vị Ish-bosheth .
1000 TCN : Người Latinh đến Ý .